# Madonna van Alzano
De Madonna van Alzano (Italiaans: Madonna di Alzano) is een schilderij van Giovanni Bellini, dat hij rond 1485 vervaardigde. Het staat ook bekend als de Madonna met de peer. Sinds 1891 maakt het deel uit van de collectie van de Accademia Carrara in Bergamo.

## Voorstelling
Bellini en zijn atelier hebben veel schilderijen van Maria met kind gemaakt. Binnen deze groep neemt de Madonna van Alzano een bijzonder plaats in, omdat het werk een grote artistieke kwaliteit heeft en als prototype diende voor latere werken zoals de Madonna met de boompjes.
Op de voorgrond zijn Maria en Jezus weergegeven met achter hen een tapijt. Dit doet denken aan schilderijen van de sacra conversazione uit die tijd, op veel waarvan een troon met baldakijn te zien was. Op de voorgrond staat een balustrade van rood marmer met daarop een verkreukeld papiertje, waarop Bellini het werk heeft gesigneerd: IOANNES BELLINVS/P. Op de balustrade ligt een peer, mogelijk een verwijzing naar de erfzonde, waarvoor Christus verlossing zal brengen, of een embleem van de maagd Maria. Dit symbool komt op geen enkel ander schilderij van Bellini voor.
Op de achtergrond is een nauwkeurig uitgewerkt Noord-Italiaans landschap te zien, met links een stad aan een lagune waarop gondels varen. Dichterbij zijn een jachtpartij afgebeeld en twee pelgrims, te herkennen aan hun staf, die uitrusten onder een boom. Rechts is een stad geschilderd omringd door een muur met torens. Onder aan de stadswal voeren twee mannen een gesprek.

## Herkomst
De Madonna van Alzano maakte waarschijnlijk deel uit van de bruidsschat van Lucrezia Agliardi. Zij was afkomstig uit een van de belangrijkste families van Bergamo. Op jonge leeftijd weduwe geworden, stichtte zij een klooster in Albino en werd er abdis. Later kwam het paneel terecht in een kerk in het nabijgelegen Alzano Lombardo, wat de bijnaam van het schilderij verklaart. Tot 1891 verwisselde het schilderij nog verschillende malen van eigenaar, waarna het in dat jaar in de Accademia Carrara belandde.

## Afbeelding

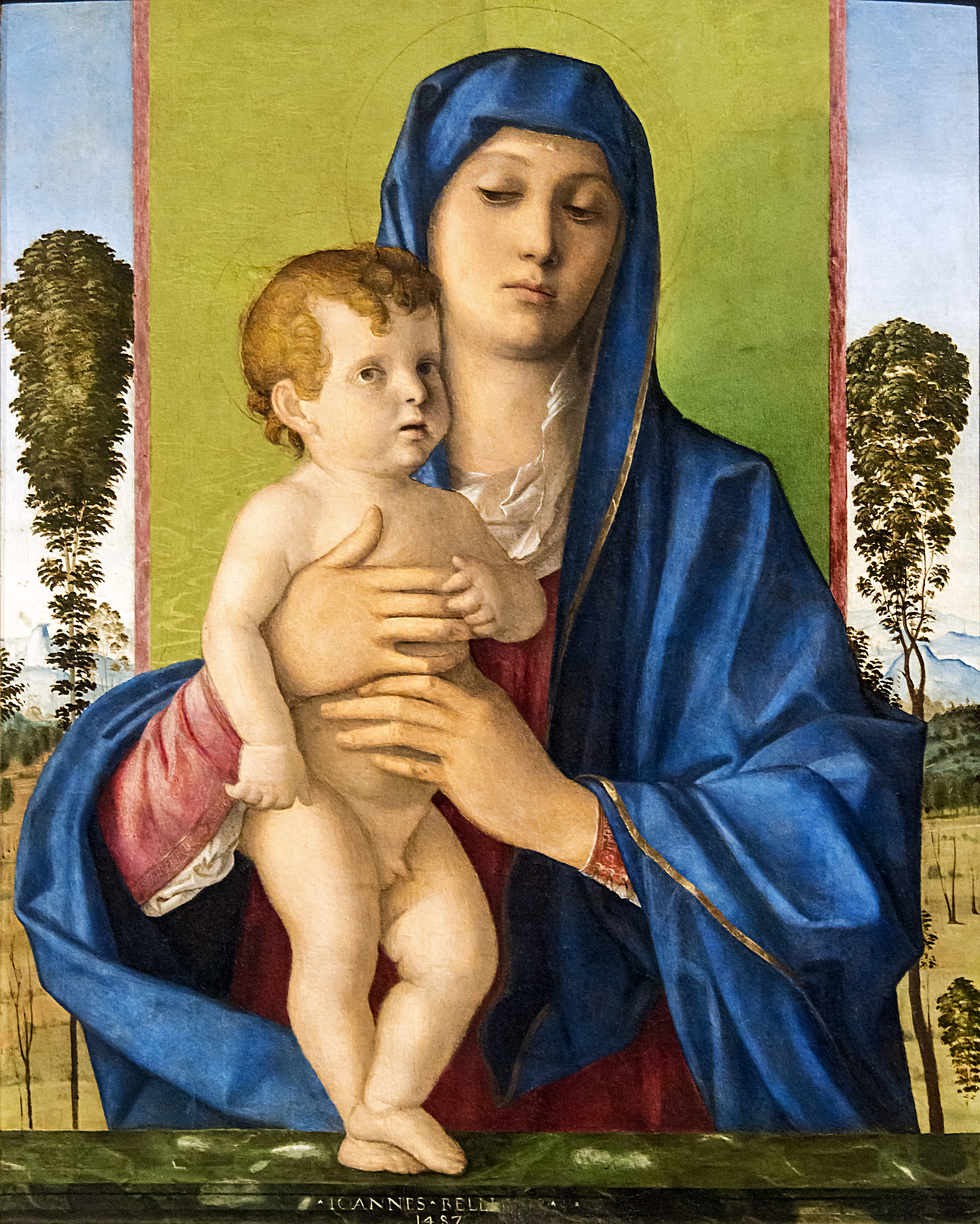
Madonna met de boompjes (1487)